# Bandera de Vilanova de Sau
La bandera oficial de Vilanova de Sau té la següent descripció:
| « | Bandera apaïsada, de proporcions dos d'alt per tres de llarg, blau fosc, amb la rodeta d'esperó blanca de l'escut, d'alçària 2/3 de la del drap i amplària 4/9 de la llargària del mateix drap, al centre. | » |

## Història
L'Ajuntament va iniciar l'expedient d'adopció de la bandera el 3 d'octubre de 2016, i aquesta va ser aprovada el 18 d'abril de 2017, i publicada en el DOGC núm. 7360 el 2 de maig del mateix any.
La bandera està basada en l'escut heràldic de la localitat, incorporant la rodeta d'esperó blanca de l'escut sota un fons blau fosc.